# 舍洛克鎮區 (芬尼縣)
舍洛克鎮區（英語：Sherlock Township）為位在美國堪薩斯州芬尼縣的鎮區。2010年美国人口普查中該鎮區人口有2,789人。

## 地理
舍洛克鎮區涵蓋面積419.65平方（162.03平方英里），境內擁有一座城鎮：霍爾科姆。

### 墓園
根據美國地質調查局的資料，此鎮區擁有1座墓園：拓博墓園（Toper Cemetery）。

## 交通
- L C Land Incorporated機場（L C Land Incorporated Airport）

## 人口及戶籍調查
根據2010年美國人口普查，舍洛克鎮區人口有2,789人，人口密度為6.64人/平方公里。種族組成方面，白人2,448人；非裔美洲人12人；亞洲人10人；美洲原住民16人；太平洋島民0人；其他種族223人；兩個或以上種族80人。另外西班牙裔美國人及拉丁美洲人為817人。
性別組成方面：男姓1,399人，女性1,390人。年齡方面：未滿18歲者有1,011人，18歲或以上者有1,778人。
該鎮區房屋總數911棟。自用住宅總計876棟，其中自有自用686棟，承租自用190棟；空屋總計35棟，其中房屋出租13棟，房屋出售2棟。

## 外部連結
- US-Counties.com
- City-Data.com （页面存档备份，存于）